# Kürnbach
Kürnbach je općina u njemačkoj pokrajini Baden-Württemberg, u okrugu Karlsruhe. Od centra Karlsruhea Kürnbach je udaljen 34 km, a od francuske granice 46 km.
Krajem 2007. općina je imala 2372 stanovnika.

## Partnerski ugovori
- Ziersdorf, Austrija

## Vanjske poveznice
- Službena stranica (njem.)

### Ostali projekti
|  | Zajednički poslužitelj ima još gradiva o temi Kürnbach |